# Charley
Charley – wieś w Anglii, w hrabstwie Leicestershire, w dystrykcie North West Leicestershire. Leży 16 km na północny zachód od miasta Leicester i 158 km na północny zachód od Londynu.